# Panamerikanische Spiele 2019/Leichtathletik – 400 m der Männer
Der 400-Meter-Lauf der Männer bei den Panamerikanischen Spielen 2019 fand am 7. und 8. August im Villa Deportiva Nacional in der peruanischen Hauptstadt Lima statt.
17 Läufer aus zwölf verschiedenen Ländern traten zu den Läufen an. Die Goldmedaille gewann Anthony Zambrano nach 44,83 s, Silber ging an Demish Gaye mit 44,94 s und die Bronzemedaille gewann Justin Robinson mit 45,07 s.

## Rekorde
Vor dem Wettbewerb galten folgende Rekorde:
| Weltrekord        | Wayde van Niekerk | 43,03 s | Olympische Spiele in Rio de Janeiro, Brasilien  | 14. August 2016  |
| Rekord der Spiele | Ronnie Ray        | 44,45 s | Panamerikanische Spiele in Mexico-Stadt, Mexiko | 18. Oktober 1975 |

## Halbfinale
Aus den zwei Halbfinalläufen qualifizierten sich die jeweils drei Ersten jedes Laufes – hellblau unterlegt – und zusätzlich die zwei Zeitschnellsten – hellgrün unterlegt – für das Finale.

### Lauf 1
7. August 2019, 15:40 Uhr
| Platz | Bahn | Athletin        | Land                           | Zeit (s) |
| ----- | ---- | --------------- | ------------------------------ | -------- |
| 1     | 7    | Jhon Perlaza    | Kolumbien                      | 45,21    |
| 2     | 6    | Justin Robinson | Vereinigte Staaten             | 45,38    |
| 3     | 4    | Jonathan Jones  | Barbados                       | 45,60    |
| 4     | 2    | Luguelín Santos | Dominikanische Republik        | 45,88 SB |
| 5     | 9    | Yoandys Lescay  | Kuba                           | 46,60 SB |
| 6     | 5    | Machel Cedenio  | Trinidad und Tobago            | 46,77    |
| 7     | 3    | Terry Thomas    | Jamaika                        | 46,97    |
| 8     | 8    | Brandon Parris  | St. Vincent und die Grenadinen | 48,14    |

### Lauf 2
7. August 2019, 15:50 Uhr
| Platz | Bahn | Athletin            | Land                    | Zeit (s) |
| ----- | ---- | ------------------- | ----------------------- | -------- |
| 1     | 6    | Anthony Zambrano    | Kolumbien               | 45,13    |
| 2     | 7    | Bralon Taplin       | Grenada                 | 45,38    |
| 3     | 5    | Demish Gaye         | Jamaika                 | 45,47    |
| 4     | 4    | Wilbert London      | Vereinigte Staaten      | 45,78    |
| 5     | 3    | Dwight St. Hillaire | Trinidad und Tobago     | 46,04    |
| 6     | 1    | Lidio Féliz         | Dominikanische Republik | 46,76    |
| 7     | 2    | Kelvis Padrino      | Venezuela               | 46,99    |
| 8     | 9    | Nery Brenes         | Costa Rica              | 47,48 SB |
|       | 8    | Philip Osei         | Kanada                  | DNF      |

## Finale
8. August 2019, 17:20 Uhr
| Platz | Bahn | Athletin         | Land                    | Zeit (s) |
| ----- | ---- | ---------------- | ----------------------- | -------- |
|       | 7    | Anthony Zambrano | Kolumbien               | 44,83    |
|       | 8    | Demish Gaye      | Jamaika                 | 44,94    |
|       | 5    | Justin Robinson  | Vereinigte Staaten      | 45,07    |
| 4     | 2    | Wilbert London   | Vereinigte Staaten      | 45,22    |
| 5     | 9    | Jonathan Jones   | Barbados                | 45,35    |
| 6     | 4    | Jhon Perlaza     | Kolumbien               | 45,37    |
| 7     | 3    | Luguelín Santos  | Dominikanische Republik | 45,73 SB |
| 8     | 6    | Bralon Taplin    | Grenada                 | 46,01    |